# James Hutchinson Woodworth
Pour les articles homonymes, voir Woodworth.
James Hutchinson Woodworth (né le 4 décembre 1804 à Greenwich dans l'État de New York - mort le 26 mars 1869 à Chicago dans l'Illinois) est un homme politique américain, membre du Parti Indépendant entre 1848 et 1850 et du Parti républicain entre 1855 et 1857. Il fut membre du conseil municipal de Chicago de 1845 à 1848 puis maire de Chicago de 1848 à 1850.

## Biographie
Né à Greenwich, dans l'État de New York, Woodworth est le fils d'Eleazer Woodworth et de Catherine Rock Woodworth, tous deux originaires du Connecticut. Son père meurt alors que Woodworth est encore jeune. Il a reçu une éducation limitée et a terminé son éducation formelle à l'âge de 14 ans. Les différents frères de Woodworth ont joué un rôle important dans sa vie. À divers moments, ses frères lui ont fourni un emploi, assuré une formation ou un autre soutien pour des changements de carrière, et ont servi de partenaires commerciaux. 
La vie de Woodworth illustre une progression constante vers l'ouest, à mesure que le centre des États-Unis s'ouvrait après l'achat de la Louisiane. Il s'est finalement installé à Chicago et a contribué à assurer sa place en tant que ville commerciale du Midwest la plus importante du pays.
À Chicago, Woodworth épouse Almyra Booth, la fille de Walter Booth de la petite ville de Paris, dans l'Illinois. Elle était membre de la famille Booth qui s'était installée dans l'Indiana après avoir vécu dans le Connecticut ; leur ascendance américaine remontait au fondateur du Connecticut, le révérend Thomas Hooker.

## Carrière politique
Woodworth a commencé sa carrière politique à Chicago en 1839. Il a d'abord siégé au Sénat de l'Illinois de 1839 à 1842, date à laquelle il a été élu pour combler un poste vacant dans le district de Chicago. Il a ensuite siégé à la Chambre des représentants de l'Illinois de 1842 à 1847, représentant les comtés de LaSalle, Grundy et Kendall.
Entre 1845 et 1848, il est membre du conseil municipal de Chicago, connu alors sous le nom de Common Council (aujourd'hui Chicago City Council). Il conseiller municipal pour la 1re circonscription de la ville de Chicago. Woodworth se présente à l'hôtel de ville de Chicago en 1848 et est élu haut la main, puis est réélu pour un second mandat consécutif avec une majorité substantielle, face à une opposition organisée limitée. Il est le premier homme politique élu à deux mandats successifs de maire dans la jeune ville de Chicago.

### Maire de Chicago (1848-1850)
Woodworth se présente pour le siège de maire de Chicago en tant que démocrate indépendant à une époque où les partis politiques nationaux, les Whigs et les Démocrates, connaissent de grands bouleversements. Sa campagne électorale a représenté un coup dur pour le Parti démocrate de Chicago, en détrônant le maire démocrate, James Curtiss ; il faudra aux démocrates et à Curtiss deux cycles électoraux complets pour retrouver le poste de maire. L'éphémère Parti démocrate indépendant de Chicago est un exemple précoce d'un "parti de fusion" réussi dans une grande ville.
Woodworth est assermenté comme maire de Chicago le 14 mars 1848.
En tant que maire, Woodworth a présidé à l'ouverture du canal Illinois et Michigan le 16 avril 1848. Woodworth a contribué à ouvrir Chicago à tous les grands chemins de fer. Ses adversaires politiques avaient préféré restreindre l'accès des chemins de fer à Chicago ; la politique plus libérale adoptée par Woodworth, qui permettait à chaque voie de chemin de fer d'avoir son propre terminal en plus de l'accès, a renforcé la position de Chicago en tant que lieu de commerce central pour tout le Midwest. Il facilita également l'installation de lignes télégraphiques vers l'ouest ; le 15 janvier 1848, le premier message télégraphique à être reçu à Chicago fut envoyé de Milwaukee, dans le Wisconsin, et reçu à Chicago. En 1849, les politiques de Woodworth en faveur du commerce avaient fait de Chicago un centre d'équipement pour les chercheurs d'or qui se dirigeaient vers l'ouest pour y faire fortune. Pendant son mandat, la population de la ville passe à 20 000 habitants. À la fin de ses deux mandats de maire, Chicago était passée d'une ville de commerce frontalier animée à l'un des principaux centres de commerce du Midwest, avec un intérêt majeur dans l'ouverture de l'Ouest à l'ensemble du pays.
Pendant les mandats de Woodworth, Chicago a dû faire face à une série de catastrophes. La première catastrophe fut une épidémie de choléra ; Woodworth répondit à l'épidémie en construisant un système d'égouts municipal. Le 12 mars 1849, une grande inondation a été provoquée par un excès de glace sur les voies navigables. Le 21 juillet 1849, Chicago est ravagée par un incendie majeur qui détruit la Tremont House ainsi qu'un nombre important d'autres bâtiments,.
Les deux discours inauguraux de Woodworth ont montré une attention constante à plusieurs questions centrales pour le développement de Chicago. Il s'est inquiété de la situation financière déficitaire de la ville et, au cours de son second mandat, a renforcé les finances par de nouveaux prêts. Il demande des fonds supplémentaires pour le service des incendies, l'emploi de médecins dans les hôpitaux de la ville, la réparation et l'amélioration des routes, des voies navigables et des installations d'amarrage, la prison de la ville, le cimetière de la ville et le système scolaire public de Chicago.
Son mandat a pris fin le 12 mars 1850, lorsque James Curtiss lui a succédé.

### Chambre des représentants des États-Unis (1855-1857)
Dans l'Illinois, les Whigs finirent par devenir le Parti républicain. Woodworth avait des opinions anti-esclavagistes, et l'éphémère Parti démocrate indépendant qu'il dirigeait à Chicago fusionna avec les Whigs pour former le GOP de l'Illinois. Woodworth ne se représente pas aux élections de 1850 et retourne brièvement à la vie privée en tant que banquier à Chicago, mais reprend le service public en 1853, en tant que commissaire aux eaux, jusqu'à son élection au Congrès des États-Unis lors des élections de 1854. Il remplit un mandat en tant que représentant du deuxième district congressionnel de l'Illinois au 34e Congrès des États-Unis, de 1855 à 1857, où il est membre du Parti républicain.

## Fin de vie
Woodworth meurt dans sa résidence de Chicago le 26 mars 1869 à 64 ans. Il est inhumé au cimetière de Oak Woods aux côtés de sa femme Almyra, trois de leurs enfants et un frère, Frank L. Woodworth.

## Sources
- Andreas, A.T. History of Chicago : From the Earliest Period to the Present Time. A.T. Andreas, 1884–86.
- Dodge, Andrew R. and Betty K. Koed, editors. Biographical Directory of the United States Congress, 1774-2005 : The Continental Congress, September 5, 1774, to October 21, 1788, and the Congress of the United States, from the First through the One Hundred Eighth Congresses, March 4, 1789, to January 3, 2005, Inclusive. U.S. G.P.O., 2005.
- Grossman, James R., Ann Durkin Keating and Janice L. Reiff, editors. Encyclopedia of Chicago. University of Chicago Press, 2004.
- Obituary. Chicago Tribune, March 30, 1869, p. 3.